# Europees kampioenschap voetbal 2008 (Groep B) Duitsland - Polen
Dit artikel gaat over de wedstrijd in de groepsfase in groep B tussen Duitsland en Polen gespeeld op 8 juni 2008 tijdens het Europees kampioenschap voetbal 2008.

## Voorafgaand aan de wedstrijd
Van de vijftien eerdere interlands Duitsland-Polen won Duitsland er elf. Duitsland heeft sinds de overwinning op het EK voetbal 1996 echter geen enkele EK-wedstrijd meer gewonnen. Zowel in 2000 als in 2004 werd die Mannschaft in de groepsfase uitgeschakeld.
- Bondscoach Leo Beenhakker van Polen heeft al voordat het EK begon twee spelers moeten vervangen. Zowel Jakub Blaszczykowski als keeper Tomasz Kuszczak moesten vervangen worden. Beenhakker riep Lukasz Piszczek en Wojciech Kowalewski op[1].

## Wedstrijdgegevens

De basisopstellingen van beide landen.

| Datum                | 8 juni 2008                        | 8 juni 2008                        |
| Stadion              | Hypo-Arena, Klagenfurt, Oostenrijk | Hypo-Arena, Klagenfurt, Oostenrijk |
| Toeschouwers         | 32.000                             | 32.000                             |
| Scheidsrechter       | Tom Henning Øvrebø                 | Tom Henning Øvrebø                 |
| Assistenten          | Geir Åge Holen Jan Petter Randen   | Geir Åge Holen Jan Petter Randen   |
| Vierde man           | Craig Thomson                      | Craig Thomson                      |
| Man van de wedstrijd | Lukas Podolski                     | Lukas Podolski                     |
|                      | Duitsland                          | Polen                              |
| Doelpunten           | 2                                  | 0                                  |
| Gele kaarten         | 1                                  | 2                                  |
| Rode kaarten         | 0                                  | 0                                  |
| Wissels              | 3                                  | 3                                  |
| Schoten op doel      | 5                                  | 5                                  |
| Schoten naast doel   | 5                                  | 6                                  |
| Overtredingen        | 15                                 | 18                                 |
| Hoekschoppen         | 4                                  | 3                                  |
| Buitenspel           | 5                                  | 4                                  |
| Vrije trappen        | 22                                 | 19                                 |
| Strafschoppen        | 0                                  | 0                                  |
| Balbezit (tijd)      | 31' 7"                             | 28' 11"                            |
| Balbezit (%)         | 52                                 | 48                                 |

| Duitsland | 2 – 0           | Polen |
| Lukas Podolski 20' 75' | goals (assists) | |
| Joachim Löw | bondscoach      | Leo Beenhakker |
| Jens Lehmann Marcell Jansen Clemens Fritz 56' Torsten Frings Mario Gómez 75' Miroslav Klose 90+1' Michael Ballack Philipp Lahm Per Mertesacker Lukas Podolski Christoph Metzelder | opstellingen    | Artur Boruc 75' Paweł Golański Dariusz Dudka Jacek Bąk Ebi Smolarek Jacek Krzynówek 46' Maciej Żurawski Marcin Wasilewski Michał Żewłakow 65' Wojciech Łobodziński Mariusz Lewandowski |
| Bastian Schweinsteiger 56' Thomas Hitzlsperger 75' Kevin Kurányi 90+1' | wissels         | 46' Roger Guerreiro 65' Łukasz Piszczek 75' Marek Saganowski |
| Bastian Schweinsteiger 64' | gele kaarten    | 40' Ebi Smolarek 60' Mariusz Lewandowski |
| | rode kaarten    | |

## Overzicht van wedstrijden
| Groepswedstrijden | | | |
| Groep A | Groep B | Groep C | Groep D |
| Zwitserland - Tsjechië Portugal - Turkije Tsjechië - Portugal Zwitserland - Turkije Zwitserland - Portugal Turkije - Tsjechië | Oostenrijk - Kroatië Duitsland - Polen Kroatië - Duitsland Oostenrijk - Polen Oostenrijk - Duitsland Polen - Kroatië | Roemenië - Frankrijk Nederland - Italië Italië - Roemenië Nederland - Frankrijk Nederland - Roemenië Frankrijk - Italië | Spanje - Rusland Griekenland - Zweden Zweden - Spanje Griekenland - Rusland Griekenland - Spanje Rusland - Zweden |
| Kwartfinales | | | |
| Portugal - Duitsland | Kroatië - Turkije | Nederland - Rusland | Spanje - Italië                                                                                                   |
| Halve finales | | | |
| Duitsland - Turkije | Duitsland - Turkije                                                                                                  | Rusland - Spanje | Rusland - Spanje                                                                                                  |
| Finale | | | |
| Duitsland - Spanje | | | |